# Într-o zi de decembrie
„Într-o zi de decembrie” (în engleză: „Once Upon a December”; în rusă: „В зимний вечер когда-то”) este un cântec din 1997 animat de Studioul de Animație Fox în filmul Anastasia. Cântecul a fost nominalizat la Premiul Globul de Aur pentru cea mai bună melodie originală.